# Montafon
Montafon – dolina w austriackim kraju związkowym Vorarlberg, otoczona pasmami Verwallgruppe i Silvretta, w pobliżu granicy ze Szwajcarią. Od położonej na wschodzie doliny Paznaun oddzielona jest przełęczą Bielerhöhe (2037 m). Ciągnie się przez 39 km na, dnem doliny płynie rzeka Ill, prawy dopływ Renu. U początków doliny znajduje się lodowiec Silvretta. 
Znajdują się tu liczne ośrodki narciarstwa alpejskiego i klasycznego. Główne ośrodki to: Bludenz, Schruns i Tschagguns. Najbliżej położone lotniska znajdują się w Zurychu (170 km) i Monachium (230 km). 
W dolinie tej wielokrotnie organizowano zawody Pucharu Świata w narciarstwie dowolnym oraz Pucharu Świata w snowboardzie. W 2015 roku dolina współorganizowała XII Zimowy Olimpijski Festiwal Młodzieży Europy.